# Mănăstirea Coroglași
Mănăstirea Coroglași (în sârbocroată Manastir Koroglaš) a fost construită de Mircea cel Bătrân la Coroglași în Timoc, lângă Negotin (satul a fost rebotezat mai recent Miloševo). În acele vremuri Timocul era condus de principele bulgar Ioan Strațimir din principatul Vidinului aliat temporar cu Mircea și posibil sub suzeranitatea lui Mircea, după titulatura acestuia: "Eu, întru Hristos Dumnezeu binecredincios și binecinstitor și de Hristos iubitor și autocrat, Io Mircea mare voievod și domn din mila lui Dumnezeu și cu darul lui Dumnezeu, stăpânind și domnind peste toată Țara Ungrovlahiei și a părților de peste munți, încă și către părțile tătărești și Amlașului și Făgărașului herțeg și domnitor al Banatului Severinului și pe amândouă părțile pe toată Podunavia, încă până la marea cea mare și stăpânitor al cetății Dârstorului” Localizarea Podunaviei în zona Timocului a fost susținută în lucrări recente 
În 1396, Ioan Strațimir a fost capturat de otomani și executat la Bursa. Posesiunile sale din Timoc au fost preluate de Mircea cel Batrân, iar despre fiul lui Strațimir nu au mai rămas date.

## Istoric
Nu au rămas surse scrise despre mănăstire. Tradiția populară a românilor timoceni a reținut o legendă în care se arată că după bătălia de la Rovine din 1395, Mircea cel Bătrân a trecut Dunărea în urmărirea turcilor și a sârbilor aliați cu aceștia. Sârbii erau conduși de Marko Kralevici, care era, potrivit cronicarilor sârbi, pe jumătate român după mamă și văr bun cu Mircea cel Bătrân. Unele legende sârbești ar duce chiar la concluzia că mama sa avea o moșie la Craiova, unde stătea în fiecare vară, iar prințul sârbilor și-ar fi luat numele de la denumirea Craiovei. Tot cronicarii sârbi pomenesc de remușcările și lacrimile vărsate de prinț în drum spre Rovine. Tradiția populară susține că ar fi fost ucis chiar de către Mircea, deoarece își încălcase jurământul prin care cei doi se legaseră să nu lupte unul împotriva celuilalt.

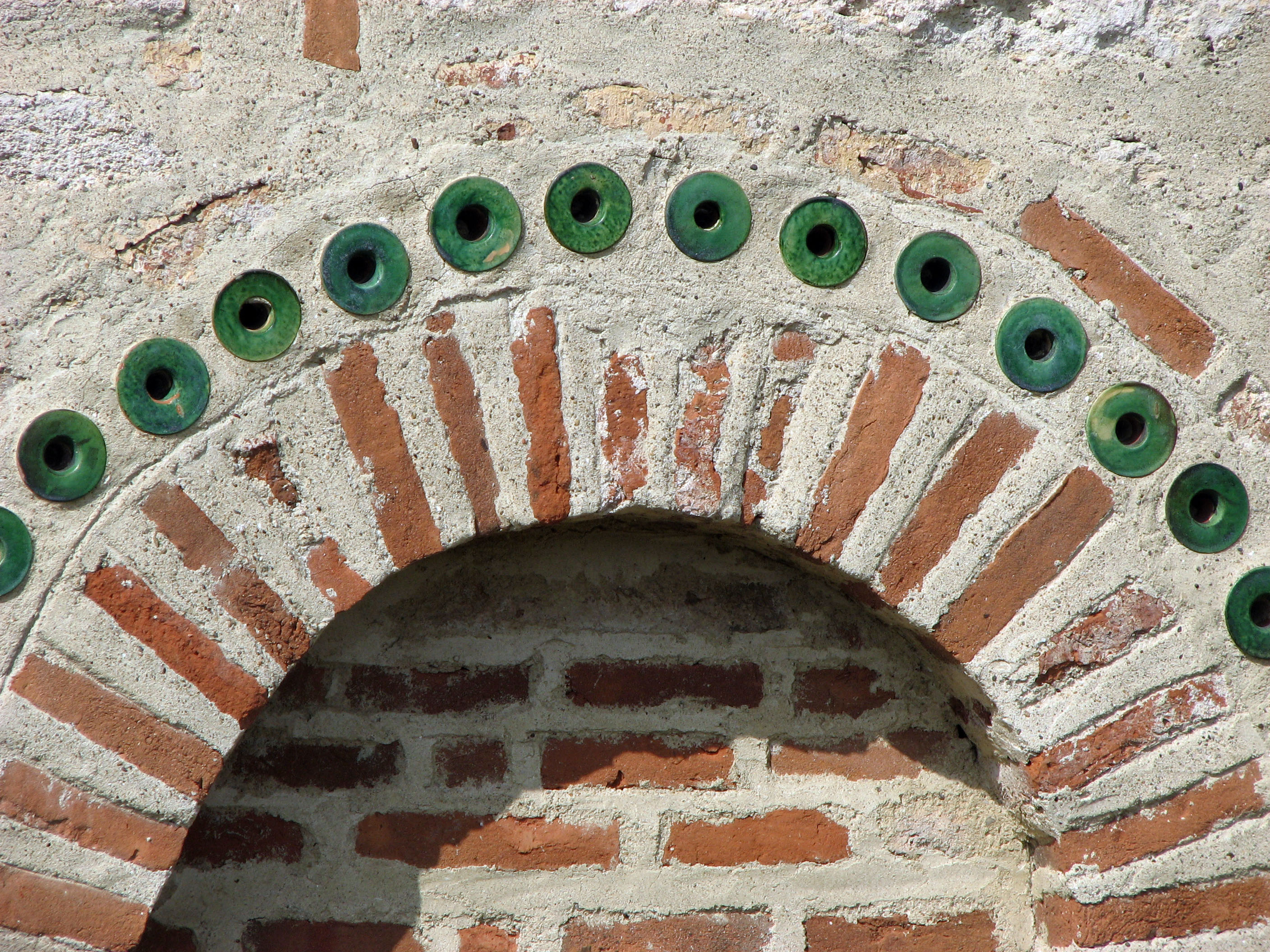
Detaliu: tuburi smălțuite de aerisire

În apropiere de Coroglași a avut loc o ultimă bătălie și pentru cinstirea creștinilor căzuți și a lui Marko Kralevici, Mircea cel Bătrân a ridicat o biserică în stil bizantin.

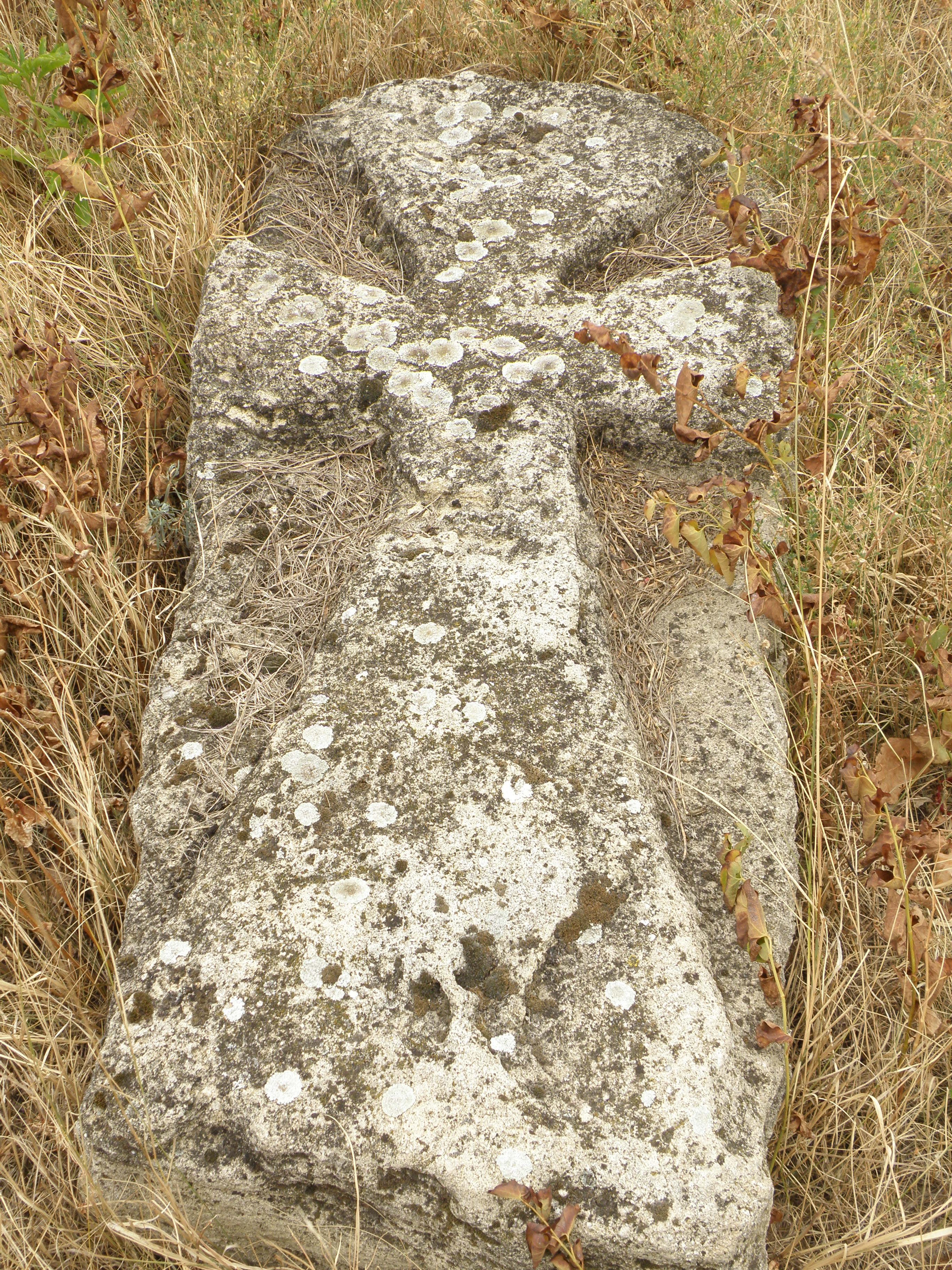
Piatră funerară lângă biserică

Biserica mănăstirii a fost înconjurată de numeroase pietre funerare medieval așezate vertical după cum își aminteau localnicii (asa arătau în 1937). Astăzi toate pietrele funerare sunt culcate la pământ. Biserica este construită după stilul bizantin, cu un plan dreptunghiular și cu absidă poligonală seamănă ca arhitectură cu biserica din Cotmeana, o altă ctitorie a lui Mircea cel Bătrân. Tuburile din jurul ferestrelor produc sunete când bate vântul.
Între anii 1560-1833 românii timoceni din Sangiacul Vidinului dintre Morava și Timoc, aflata sub administrație turceasca, au primit de la sultani statutul de provincie autonoma cu principi de limba și sânge român/vlah. Caragheorghe împreună cu o armată de 3.000 de sârbi a distrus în timpul revoltei sale numeroase sate locuite de români, aceștia fiind alungați spre răsărit, și cerând încă din anul 1809 ca granița răsăriteană a viitoarei Serbii să fie râul Timoc. La Pacea de la București din mai 1812, sultanul turc a refuzat sa cedeze județele Timocul Negru și Craina. În 1833, Obrenovici obține autonomia Serbiei și anexează județele majoritar românești, Timoc și Craina având protecția Rusiei, care avea trupe în Țara Românească (perioada regulamentului organic).
În 2005, Federația Românilor din Serbia, pentru a marca împlinirea a 610 ani de la bătălia de la Rovine, a hotărât împreună cu biserica română din Malainița să țină un parastas pentru pomenirea românilor și sârbilor căzuți în această bătălie. Poliția sârbă a intervenit și a interzis desfășurarea parastasului.
Astăzi mănăstirea este părăsită deși a fost parțial renovată.